# Bangor City FC
Bangor City FC was een voetbalclub uit Bangor, Wales die in 1893 is opgericht. Niet alleen is het een van de oudste clubs, maar ook enorm populair in het thuisland.
Op 26 april 2018 werd de proflicentie, vanwege het niet voldoen aan de financiële voorwaarden, van Bangor City ingetrokken. De club werd teruggezet naar het tweede niveau. In 2018/19 volgden er diverse rechtszaken. Uiteindelijk behield Bangor City zijn behaalde punten en eindigde als 4e in de Cymru Alliance. Na vele financiële perikelen trok de club zich op 18 februari 2022 terug uit de competitie.

## Bangor City FC in Europa
Bangor City FC speelt sinds 1962 in diverse Europese competities. Hieronder staan de competities en in welke seizoenen de club deelnam:
Champions League (1x)
2011/12
Europa League (5x)
2009/10, 2010/11, 2012/13, 2014/15, 2017/18
Europacup II (3x)
1962/63, 1985/86, 1998/99
UEFA Cup (5x)
1994/95, 1995/96, 2000/01, 2002/03, 2008/09
Intertoto Cup (2x)
2003, 2005

## Vrouwen

### In Europa
| Seizoen | Competitie          | Ronde | Land                 | Club             | Uitslagen |
| ------- | ------------------- | ----- | -------------------- | ---------------- | --------- |
| 2002/03 | UEFA Women's Cup    | 1e    | Vlag van Zwitserland | FC Sursee Luzern | 0-1       |
|         | toernooi in Wrocław | 1e    | Vlag van Finland     | HJK Helsinki     | 0-8       |
|         |                     | 1e    | Vlag van Polen       | KS AZS Wroclaw   | 3-6       |